# Gynoplistia angustipennis
Gynoplistia angustipennis là một loài ruồi trong họ Limoniidae. Chúng phân bố ở miền Australasia.